# تامپسن فلز (مونتانا)
تامپسن فلز (به انگلیسی: Thompson Falls) شهری در ایالت مونتانا کشور ایالات متحده آمریکا است که جمعیت آن در سرشماری سال ۲۰۱۰ میلادی، ۱٬۳۱۳ نفر بوده‌است.

## موقعیت جغرافیایی
موقعیت جغرافیایی شهرها و مناطق اطراف به شرح زیر است: